# Pleasant Plains (New Jersey)
Pour les articles homonymes, voir Pleasant Plains.
Pleasant Plains est une communauté non incorporée et une census-designated place du comté de Somerset, dans l'État du New Jersey, aux États-Unis. En 2020, elle compte une population de 792 habitants.